# Huile de maïs

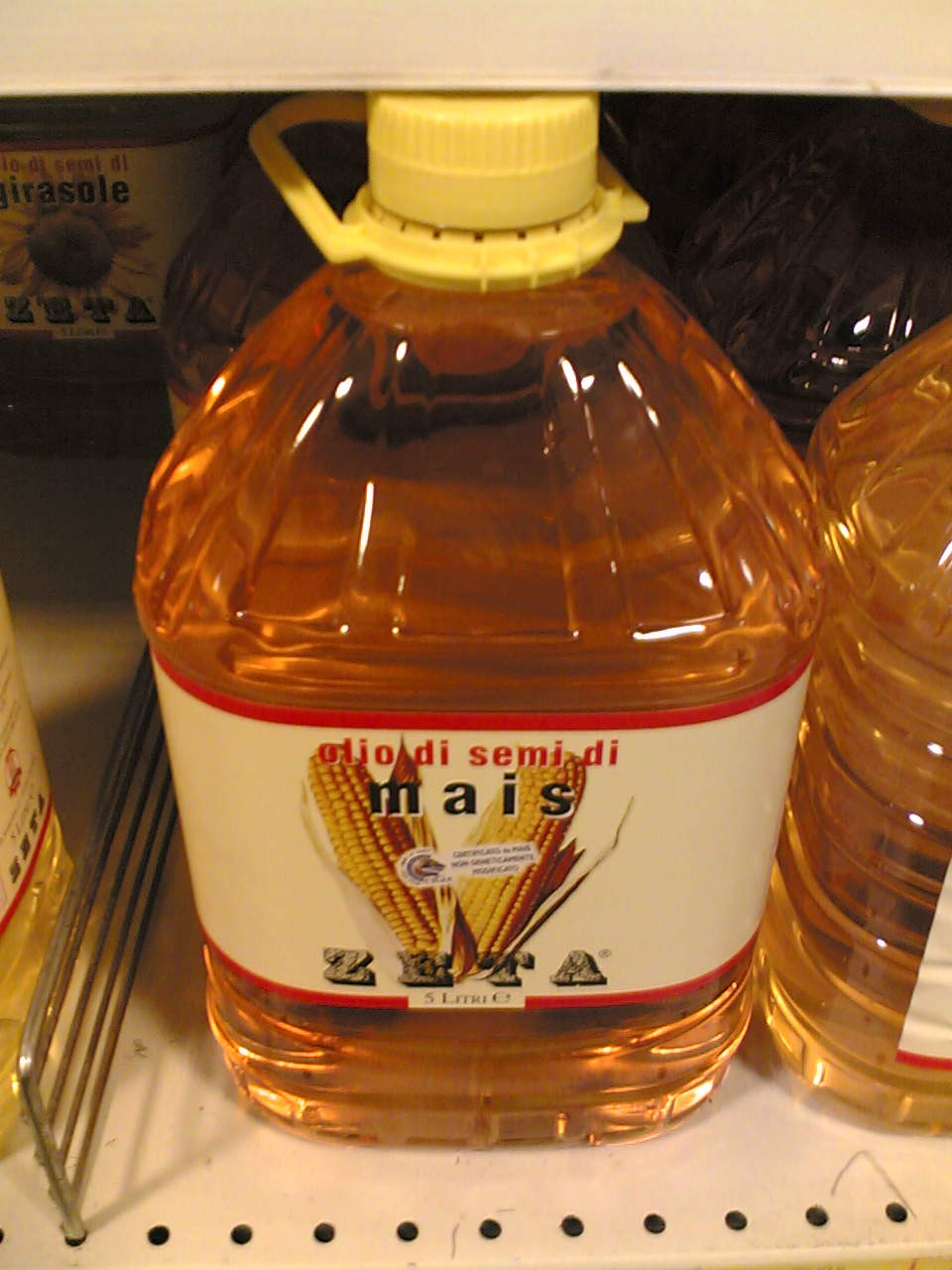
Huile de germe de maïs

L'huile de maïs est une huile végétale extraite du grain de maïs qui contient 3,5 à 5 % de lipides, 80 % se trouvent dans le germe.

## Utilisations
C'est une huile alimentaire qui peut être utilisée directement en cuisine ou entrer dans la composition de margarines. Aux États-Unis, c'est une huile végétale alimentaire assez utilisée. Elle est également utilisée dans l'industrie pharmaceutique.

## Composition et propriétés
L'huile de maïs a une bonne valeur diététique grâce à sa composition : 
- 59,6 % d'acides gras polyinsaturés dont acide linoléique (54 %),
- 27,4 % d'acides gras monoinsaturés (acide oléique)
- 12,9 % d'acides gras saturés. 3 % sont sous forme d'acides gras libres,
- et acide linolénique (1 %).

C'est une source naturelle importante d'acides gras insaturés des familles des oméga-6. Elle présente, selon l'AFSSA, un ratio oméga-6/oméga-3 beaucoup trop élevé (environ 46), le taux idéal étant proche de 5.
Composition : 
|                     | Pourcentage |
| ------------------- | ----------- |
| Acide linoléique    | 53.515      |
| Acide oléique       | 27.333      |
| Acide palmitique    | 10.579      |
| Acide stéarique     | 1.848       |
| Acide α-linolénique | 1.161       |
| Acide érucastique   | 0.129       |
| Acide palmitoléique | 0.114       |
| Acide myristique    | 0.024       |

## Production mondiale
| 1                | États-Unis     | 1.707.600 |
| 2                | Chine          | 483.700   |
| 3                | Brésil         | 145.548   |
| 4                | Afrique du Sud | 83.700    |
| 5                | Japon          | 82.503    |
| 6                | Italie         | 69.300    |
| 7                | France         | 67.900    |
| 8                | Belgique       | 64.700    |
| 9                | Canada         | 62.300    |
| 10               | Turquie        | 53.000    |
| 11               | Argentine      | 46.800    |
| Source : FAOSTAT |                |           |

## Une huile de qualité
Une étude menée par des scientifiques américains et une autre publiée par l'European Journal of Clinical Nutrition ont démontré que l'huile de maïs serait plus efficace que la très populaire huile d'olive pour abaisser le taux de cholestérol des consommateurs.